# Ital (Rastafari)

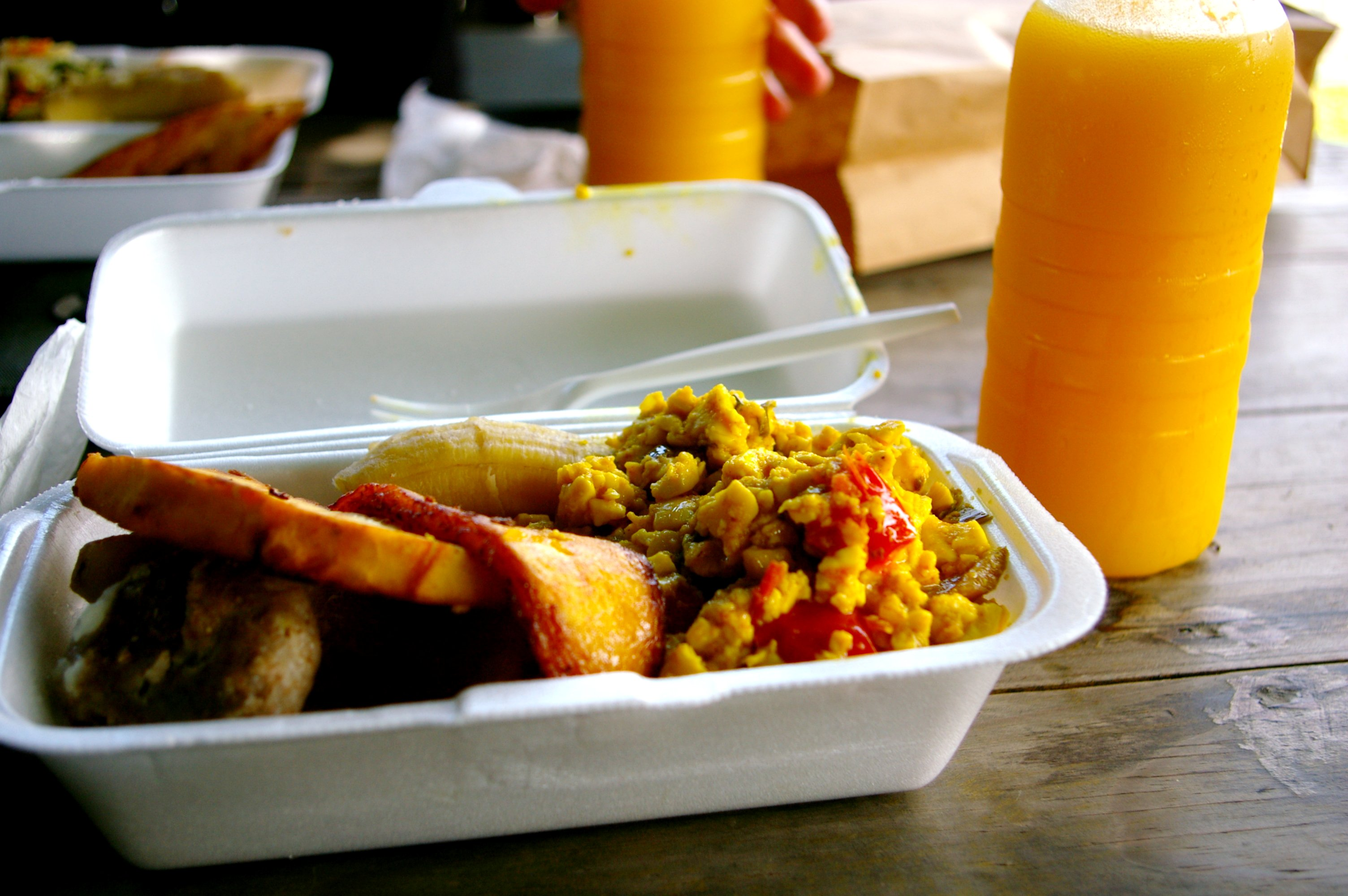
Itales Frühstück (u. a. mit Ackee, Kochbanane, Brotbaumfrucht und Mango-Ananassaft)

Ital, auch I-tal, ist die Bezeichnung für Nahrung, wie sie von den Rastafaris zubereitet und gegessen wird. Der Begriff leitet sich ab von vital, die erste Silbe wird, wie es für die Terminologie der Bewegung typisch ist, durch ein „i“ ersetzt, um die Einheit des Sprechers mit der Natur zu verdeutlichen.

## Praxis
Praktiziert wird diese Glaubensrichtung durch persönliche Meditation und Gebete, spezielle Glaubensvorschriften existieren auch und sind von "Mansion" zu Mansion und von Mensch zu Mensch variabel in der Auslegung. Dennoch herrscht allgemeiner Konsens, dass der Konsum von Alkohol und Tabak abzulehnen sind. Außerdem soll möglichst auf tierische Produkte und Salz verzichtet werden. „Wir sind grundsätzlich Vegetarier und genießen Tierfleisch nur selten, absolut verboten sind aber der Genuß von Schweinefleisch in allen Formen, von Muscheln, schuppenlosen Fischen, Schnecken etc.“ (Samuel Elisha Brown)
Ziel ist es, durch diese Art der Ernährung livity, also Lebensenergie, zu gewinnen. Grundlage für diese Ernährungsweise ist die Annahme die Menschheit habe sich kurz nach ihrer Erschaffung ausschließlich von Kräutern und Früchten ernährt (vgl. 1 Mos 1,29 ).